# Sara Broos
Sara Liv Elisabeth Broos, född 26 december 1977 i Hagfors församling i Värmlands län, är en svensk skribent, dokumentärfilmare och utbildningsledare. Hon är dotter till konstnärerna Marc Broos och Karin Broos. Lars Lerin är hennes gudfar.

## Karriär
Sara Broos debuterade med kortfilmen Time To Be 2003, som vann pris för bästa film på Köpenhamns kortfilmsfestival Cosmic Zoom. Hon långfilmsdebuterade 2012 med För dig naken, en kärlekshistoria med konstnären Lars Lerin. Filmen erhöll Dragon Award för bästa svenska dokumentär 2012 och bästa Nordiska Dokumentär i Fredrikstad, Norge 2013. 
Sara Broos är utbildningsansvarig för YH-utbildningen "Manusförfattare". Det är en yrkeshögskoleutbildning inom manus för film och dramaserie .  
Hon är även  verksam som frilansjournalist för press, radio och TV och har bland annat varit programledare för SVT s Eftersnack tillsammans med Björn Starrin. Hon har varit återkommande krönikör i Värmlands Folkblad och Nya Wermlandstidningen.  
2007 gjorde hon konstfilmen Shooting Star baserad på fotoarkiv med musik av systern Sissela Broos. 2015 gjorde hon kortfilmen  Hemland som ingick i SVT:s och Svenska Filminstitutets satsning Fans. Filmen handlar om en ung kvinna som flyr kriget i Syrien och hamnar i Sverige. Musiken för henne i drömmen tillbaka till hemlandet. Minnena är kopplade till olika låtar. Speciellt en har följt henne genom hela livet och blir en länk mellan det gamla och det nya, en låt av det norska popbandet A-ha. Filmen har visats på SVT och är uttagen till tävlan på Tribeca Film Festival i april 2016.
Dokumentärfilmen Speglingar om en mor-dotter-relation hade premiär på Göteborgs filmfestival 2016.

## Utmärkelser
Broos tilldelades 2014 Bo Widerberg-stipendiet. Hon tilldelades 2015 Frödingstipendiet. 1996 nominerades hon till Lilla Augustpriset med novellen "Vatten". 

## Filmografi
- 2003 – Time To Be (kortfilm)
- 2004 – One More (kortfilm)
- 2007 – Roadside (kortfilm)
- 2008 – Scenes From The Countryside (kortfilm)
- 2012 – För dig naken (dokumentärfilm)
- 2015 – Hemland (kortfilm)
- 2016 – Speglingar (dokumentärfilm)
- 2024 – Skärvor (dokumentärfilm)